# Microtityus kovariki
Espèce
Microtityus kovariki est une espèce de scorpions de la famille des Buthidae.

## Distribution
Cette espèce est endémique de la province de Granma à Cuba. Elle se rencontre vers Guisa.

## Description
Le mâle holotype mesure 13,85 mm, les mâles mesurent de 12,85 à 13,85 mm et les femelles de 15,40 à 17,75 mm.

## Étymologie
Cette espèce est nommée en l'honneur de František Kovařík.

## Publication originale
- Teruel & Infante, 2007 : « Un nuevo escorpión del género Microtityus Kjellesvig-Waering 1966 (Scorpiones: Buthidae), de la región oriental de Cuba. » Boletín de la Sociedad Entomológica Aragonesa, no 40, p. 227-231 (texte intégral).